# DOV
TTV DOV (Door Oefening Vaardig) is een Nederlandse tafeltennisvereniging uit Heerhugowaard die in 1969 werd opgericht. Het verkreeg met name landelijke bekendheid doordat het vrouwenteam in 2003 en 2004 kampioen werd in de eredivisie, als DOV Klaverlelie (naar sponsor Willem Klaver).
Het topsportklimaat bij DOV verdween na het vertrek van Li Jiao naar NAK/Den Helder eind 2004. Sponsor Klaver volgde haar, waarna er geen budget meer was voor topsportambities.

## Selectiespelers
Onder meer de volgende spelers speelden minimaal één wedstrijd voor DOV in de eredivisie:
| - Mariska de Boer-de Haas - Jing Jun Hong - Lea Kooij - Li Jia Wei - Li Jiao (7x NK) | - Mirjam Hooman (4x NK) - Ni Xialian (1x NK) - Sandra di Pietro - Marloes de Smet | - Jelena Timina (1x NK) - Yana Timina - Karlijn Wenstedt - Yan Fang |

- NK = Nederlands kampioen enkelspel